# Selidosema deumbrata
Selidosema deumbrata là một loài bướm đêm trong họ Geometridae.